# Parmenio Bettoli
Parmenio Bettoli (Parma, 13 gennaio 1835 – Bergamo, 16 marzo 1907) è stato un giornalista, scrittore e commediografo italiano.

## Biografia
Esordì come commediografo nel 1852 col dramma in tre atti Il falsario e il traditore, rappresentato al Teatro Regio di Parma il 4 dicembre. Nel 1865 venne rappresentato al teatro Gerbino di Torino Il Boccaccio a Napoli, dramma in cinque atti in versi. Seguirono altre commedie e drammi rappresentati in vari teatri italiani.
Nel 1870 iniziò un'attività giornalistica, fondando a Parma Il Nuovo Patriota, che durò poco più di un anno, e nel 1874 L'Elettore Politico. Nel 1875 pubblicò a Parma I nostri fasti musicali, dizionario biografico di musicisti parmigiani. Nel marzo 1876 Eugenio Torelli Viollier lo chiamò a Milano per scrivere rubriche culturali del neo fondato Corriere della Sera, ma dopo una discussione avuta con lo stesso Torelli-Viollier la sua collaborazione fu ridotta alla sola rubrica musicale e dopo qualche mese lasciò Milano per diventare direttore della Gazzetta di Parma.
Dopo che la direzione della Gazzetta di Parma passò nel 1880 a Pellegrino Molossi, Bettoli divenne corrispondente del giornale dalla Libia. Di questa esperienza rimane la monografia Tripoli artistica e commerciale, interessante documento del pionierismo italiano in Libia, edita a Milano nel 1912.
Nel 1883 fondò a Roma, con Telesforo Sarti, la Gazzetta Teatrale, cessata però il 23 marzo 1884, e nel 1885, sempre a Roma, il Dizionario comico, contenente 277 voci del gergo teatrale italiano.
Nei primi anni del Novecento si trasferì a Bergamo, dove morì nel 1907 all'età di 72 anni.

## Opere
- Il falsario e il traditore, dramma in tre atti (1852)
- Il Boccaccio a Napoli (1865)
- L'emancipazione della donna (1869)
- Un gerente responsabile (1869)
- Idee della signora Aubray (1869)
- Un pregiudizio (1870)
- Catilina, dramma in cinque atti (1972)
- Il processo Duranti (1875)
- La favorita del duca di Parma, romanzo storico (1875)
- La gobba della pesa del fieno, romanzo storico (1875)
- I nostri fasti musicali, dizionario biografico di musicisti di Parma (1875)
- La regina Ester, ossia Il trionfo di Mardocheo, dramma in cinque atti (1881)
- Dizionario comico (Roma, 1885)
- Fausta, libretto dell'opera di P. Bandini (Milano, 1886)
- Storia del teatro drammatico italiano (Bergamo, 1901)
- Tripoli artistica e commerciale, monografia (Milano, 1912)